# 赤ちゃんは楽だね
『赤ちゃんは楽だね』（あかちゃんはらくだね、Busy Buddies、1956年5月4日）は、「トムとジェリー」の作品のひとつ。

## スタッフ
- 製作・監督 - ウィリアム・ハンナ、ジョセフ・バーベラ
- 作画 - ケネス・ミューズ、エド・バージ、アーヴン・スペンス、ルイス・マーシャル
- レイアウト - ディック・ビッケンバック
- 背景 - ロバート・ジェントル
- 音楽 - スコット・ブラッドリー

## 作品内容
ベビーシッターを請け負ったジニー（日本国内放送版では赤ん坊の姉の設定）は、依頼主のジョージ・ジョアン夫妻が出かけるや否や、子守そっちのけで友人と電話を始めてしまう。
その頃、トムとジェリーは主人夫妻の留守をいいことに仲良く台所の食糧をつまみ食い。そこへ、ジニーが子守を頼まれていた赤ん坊がハイハイをしながら現れる。ジニーの電話中にベッドを抜け出してしまったのだ。ベッドに連れ戻そうと行動に移すトム達だが、その後も赤ん坊は幾度となくベッドから抜け出し、家のあちこちを這い回る。
トムとジェリーは焼却炉に落ちかけた赤ん坊を既のところで救出しベッドに連れ戻すが、ジニーはトムが赤ん坊にいたずらしていると勘違いして叱りつける。
赤ん坊は更にあちこちを這い回り、ついには家の外へ。トムとジェリーはそんな赤ん坊を追いかけ、ポストに閉じ込められた赤ん坊を救出しようとしていたところへ彼らを不審者と見なした警察の銃撃を掻い潜りながらも、何とか無事ベッドに連れ戻す。
そこへジョージとジョアンが帰宅。何も知らずに長電話をしていたジニーは赤ん坊の様子を尋ねられると「トムのいたずらに少し困らされたけど、赤ちゃんは大丈夫です。今は天使のように眠っているわ」と答えるのだった。
本作では、トムとジェリーが最初から最後まで喧嘩をしない、珍しい作品となっている。

## 登場キャラクター
トム
ジェリーと仲良く台所でつまみ食いをしていたが、赤ん坊が家中をうろついているのを見つけ、ジェリーと協力して赤ん坊を追いかけ、ベッドへ連れ戻そうと奮闘する。
ジェリー
トムと仲良く台所の食べ物を物色していたが、家中をうろつく赤ん坊の失踪を防ぐべくトムと協力する。
ジニー
ベビーシッターとして登場。赤ん坊の子守を引き受けるが、長電話を始め子守をさぼってしまう。赤ん坊がベッドから抜け出していた事実を知らず、連れ戻そうとしていたトムに赤ん坊いじめの濡れ衣を着せる。帰ってきた両親には「トムがいたずらしようとしただけで赤ちゃんには何の問題もない」と説明していた。
赤ちゃん
ジニーが長電話をしている間にベッドから抜け出して家中をうろつき、やがて外へ逃げ出す。最後はトムとジェリーによってベッドへ連れ戻され事なきを得た。
ジョージ・ジョアン夫妻
赤ん坊の両親。自身が留守の間に赤ん坊の世話をジニーに依頼する。

## 日本でのテレビ放映
TBS系列および他系列で、1964年〜1990年頃まで時折放映された。DVDには未収録。